# Mayday (gruppo musicale taiwanese)
I Mayday (in cinese 五月天) sono un gruppo musicale rock taiwanese attivo dal 1997.

## Formazione
- Ashin (阿信) - voce
- Monster (怪獸) - chitarre
- Stone (石頭) - chitarre
- Masa (瑪莎) - basso
- Ming/Guan You (冠佑/諺明) - batteria

## Discografia
- 1999 - Mayday's First Album
- 2000 - Viva Love (愛情萬歲)
- 2001 - People Life, Ocean Wild (人生海海)
- 2003 - Time Machine (時光機)
- 2004 - God's Children Are All Dancing/falling Angels With A flying Soul/ (神的孩子都在跳舞)
- 2005 - Just My Pride Best Of Album (知足最真傑作選)
- 2006 - Born to Love (為愛而生)
- 2008 - Poetry of the Day After (後青春期的詩)
- 2011 - The Second Round (第二人生)
- 2013 - Mayday×五月天 the Best of 1999‐2013
- 2013 - The Best of 1999-2013 (五月天步步自選作品輯)